# Honda Insight

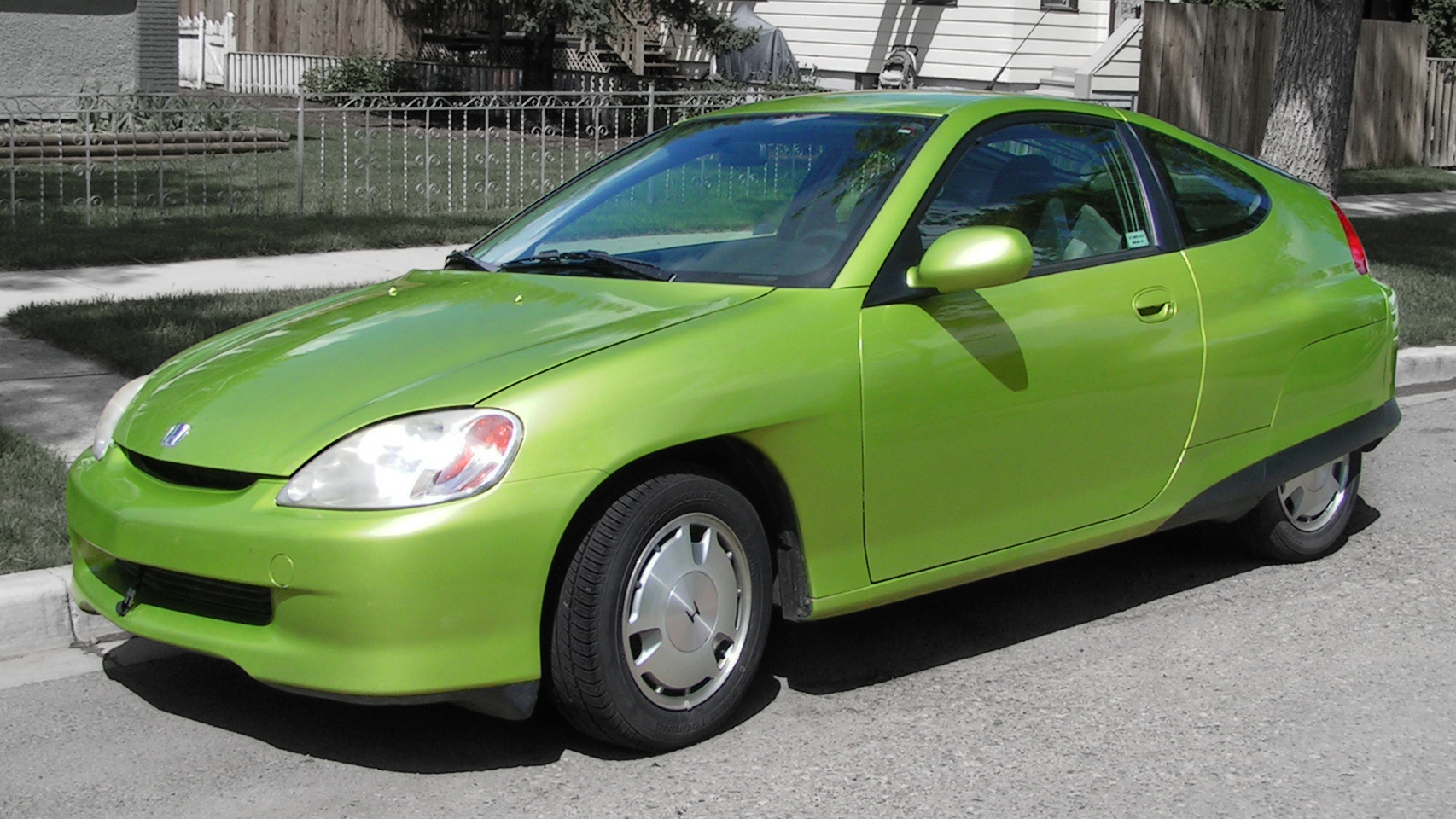
De eerste generatie

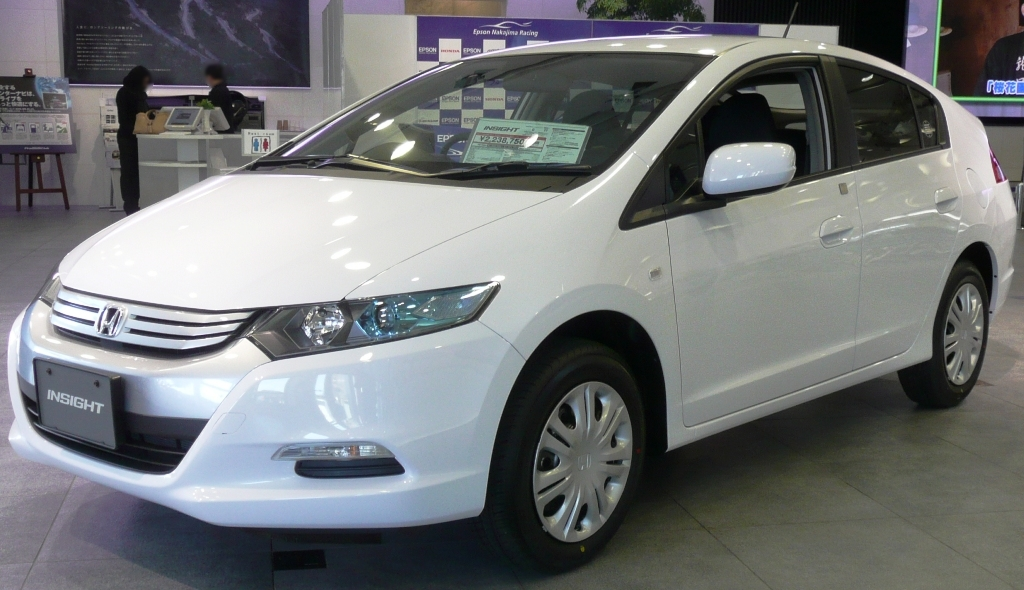
De tweede generatie

De Honda Insight is een hybride auto van de Japanse autoproducent Honda.

## Eerste generatie (ZE1; 2000–2006)
In oktober 1997 toonde Honda op de 32ste Tokyo Motor Show de Honda J-VX conceptauto. Deze conceptauto maakte deel uit van een viertal 'J-movers' ("J" als 'joyful' (plezierig) en moet zoiets betekenen als samenkomen) waarbij de nadruk lag op plezierig rijgedrag en zo laag mogelijke impact op het milieu. Honda beredeneerde dat de J-movers concepten geschikt waren voor het Europese publiek, aangezien de markttest met de 'hoekige' Honda StepWGN en S-MX mislukte.
In 1999 kwam het eerste model op de markt: een driedeurs tweezits hatchback met kenmerkende afgedekte achterwielkasten. Deze is vooral in Amerika verkocht.
In 2009 kwam de tweede generatie, een vijfdeurs hatchback, op de markt.
In tegenstelling tot de Toyota Prius zit bij de Honda Insight de elektromotor vast aan de verbrandingsmotor, hij helpt als het ware.
Huidige modellen België & Nederland:
Civic ·
CR-V ·
HR-V ·
e ·
Jazz ·
NSX
Overige modellen internationaal:
Life ·
Zest ·
N BOX ·
Acty ·
Vamos ·
Civic Hybrid ·
FCX Clarity ·
Freed ·
Stream ·
StepWGN ·
Odyssey ·
Elysion ·
Crosstour ·
Passport ·
Pilot ·
Ridgeline
Uit productie:
N ·
Z ·
Today ·
That's ·
T ·
TN ·
S ·
Beat ·
Logo ·
Capa ·
Mobilio ·
L ·
S-MX ·
Airwave ·
CRX ·
1300 ·
Quintet ·
Integra ·
Concerto ·
Domani ·
Prelude ·
Ascot ·
Avancier ·
FR-V ·
Shuttle ·
Inspire ·
Legend ·
HR-V ·
Crossroad ·
Element ·
Horizon ·
Tourmaster ·
S2000 ·
NSX